# Andrea Capobianco
Andrea Capobianco (Napoli, 9 agosto 1966) è un allenatore di pallacanestro italiano.
Ha allenato in Serie A ad Avellino e Teramo, è stato il vice di Simone Pianigiani sulla panchina della Nazionale italiana. Da settembre 2015 al 2017, di nuovo dal 2019 al 2020, e ancora dal 2023, è allenatore della nazionale femminile di basket. È docente a contratto di Teoria tecnica e didattica della pallacanestro al Corso di Laurea in Scienze Motorie dell'Università degli Studi del Molise.

## Carriera
Originario di Venafro e chiamato Capo dai suoi conterranei, da giovane aveva giocato a basket nella squadra locale.
Dal 1994 al 1997 è assistente allenatore del Battipaglia (A2). Nella stagione successiva e fino alla stagione 1999/2000 esordisce come capo-allenatore a Salerno vincendo un campionato di C2 approdando così in C1.
Nel 2000-01 torna al ruolo di vice-allenatore  ma questa volta in A1 ad Avellino, qui vi rimane anche nella stagione successiva. Dal 2002 al 2005 torna a Salerno come head-coach.
Nel 2005-06 ha affrontato la sua prima esperienza da allenatore in A1, sempre ad Avellino.
Il 13 dicembre 2006 approda sulla panchina dell'Aurora Basket Jesi (A2) per sostituire Slobodan Subotić (che aveva guidato la squadra in un avvio di campionato disastroso con sole 3 vittorie in 11 partite) riuscendo nell'impresa di portare a gara-5 di una semifinale di play-off una squadra che a dicembre sembrava già destinata ad una certa retrocessione.
Confermato alla guida dell'Aurora Basket Jesi, nella stagione 2007-08 si supera, chiudendo il girone di andata al 4º posto; questo piazzamento vale alla sua squadra la partecipazione alla Final Four di Coppa Italia che si svolge a Ferrara tra 1 e 2 marzo. Se l'aggiudica proprio la sua squadra, battendo Ferrara in finale.
La stagione si conclude poi con l'ottavo posto nella Regular Season e la partecipazione alla Finale, vinta poi dalla Juve Caserta. Questi risultati gli hanno valso la chiamata di Teramo in Lega A nella stagione 2008-09.
Con Teramo raggiunge uno storico terzo posto al termine della Regular Season, portando per la prima volta la società abruzzese ai play-off. Traguardi che gli consentono di vincere il premio come "Miglior tecnico del campionato italiano 2008-09". L'anno successivo Capobianco è ancora a Teramo dove, nonostante un'annata decisamente al di sotto delle aspettative, la squadra riesce a salvarsi nel finale. Nella stagione 2010-11 Capobianco viene esonerato da Teramo dopo le prime deludenti partite in cui la società abruzzese incassa un passivo di 6 sconfitte su 6. Coach Capobianco sarà sostituito da Alessandro Ramagli.
È responsabile del settore squadre nazionali giovanili, assistant coach part-time della Nazionale maggiore e partecipa a vari clinic come istruttore. Da settembre 2015 al 2017 è stato allenatore della nazionale femminile di basket; torna in tale ruolo dal 2019  per poi lasciare un anno dopo, quando diventa coach del 3x3 femminile, che si qualifica alle Olimpiadi di Tokyo.
Tornato nuovamente alla guida della nazionale femminile, con essa ha vinto il bronzo ad Eurobasket 2025, ed è stato anche nominato miglior allenatore del torneo.

## Palmarès
- Coppa Italia di Legadue: 1
 Jesi Academy: 2008
- Promozione dalla Serie C2 alla C1: 1
Salerno: 1998-'99.
- Miglior allenatore della Serie A
 Teramo Basket: 2008-2009